# 紀和町花井

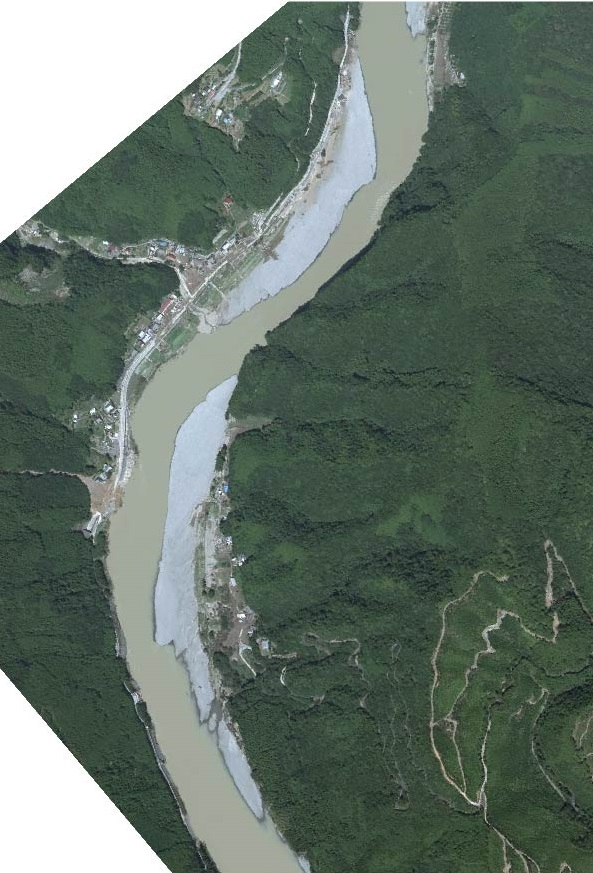
紀和町花井（画像の右側）と熊野川町九重（2011年）
出典：『国土交通省「国土画像情報（カラー空中写真）」（配布元：国土地理院地図・空中写真閲覧サービス）』

紀和町花井（きわちょうけい）は、三重県熊野市の大字。熊野市が公表する2022年（令和4年）11月1日現在の人口は0人であり、元住民が地区外の本宅から通いながら住宅や墓を維持している。
北山川を挟んで向かい合う熊野川町九重（和歌山県新宮市）とは密接なつながりがあり、近世の初頭には同じ村として扱われていた。住民はいなくなってしまったが、地名にまつわる百夜月の伝説や優れた自然に魅せられて訪問する者がある。

## 地理
熊野市の南西部、紀和町の西部に位置し、北山川上流部の左岸（東岸）の山麓に展開する。北は奈良県十津川村、西は和歌山県新宮市（旧熊野川町）と接する県境の集落である。三重県に所属するものの1984年（昭和59年）まで道路が整備されず、和歌山県側から北山川を船で渡らねばならなかった。
北は奈良県吉野郡十津川村竹筒（たけとう）および和歌山県新宮市熊野川町嶋津、東は三重県熊野市紀和町湯ノ口・紀和町大河内（おこち）、南は三重県熊野市紀和町小船、西は和歌山県新宮市熊野川町四瀧（したき）・熊野川町九重と接する。

### 百夜月

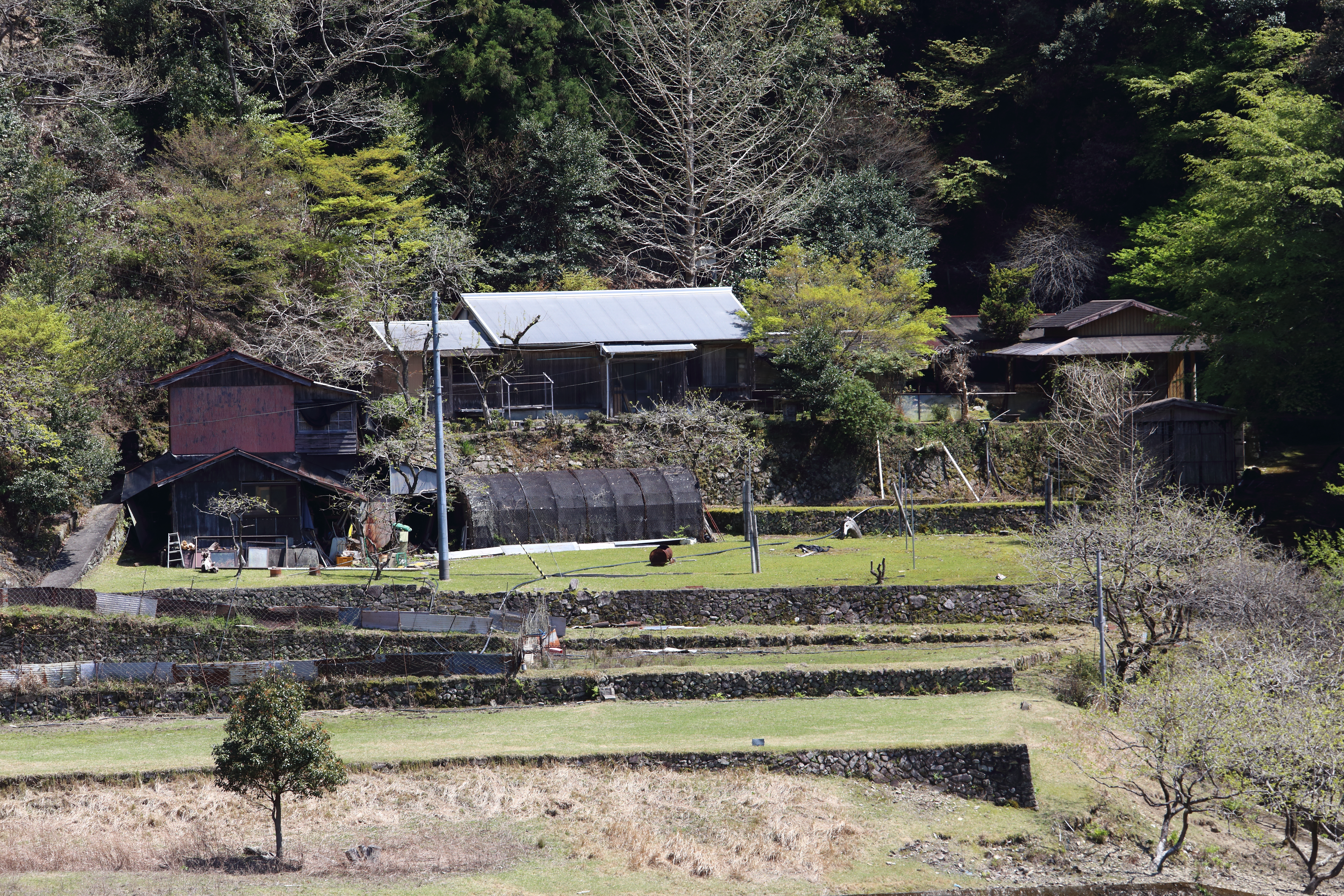
熊野川町九重から見た百夜月（2020年）

百夜月（ももよづき、北緯33度52分9.6秒 東経135度51分36.2秒 / 北緯33.869333度 東経135.860056度）は、三重県熊野市紀和町花井にある小地名。江戸時代までは九重村（現・和歌山県新宮市熊野川町九重）の所属であったが、明治政府が北山川の左岸を三重県、右岸を和歌山県としたため、花井の一部になった。2006年（平成18年）に最後の住民が脳梗塞で倒れ、病院に緊急搬送されて以降、常住者はいない。2020年（令和2年）現在、最後の住民であった男性の息子が毎週通っている。
最盛期には10数戸あった百夜月には、1軒の住宅とその周囲の庭（畑）、紅梅寺が残るのみで、未だに船でしか到達することができない。庭は上述の男性によって維持・管理されており、その美しさに魅せられる人や「百夜月」という地名に惹（ひ）かれた人が時折百夜月を訪れている。

### 小・中学校の学区

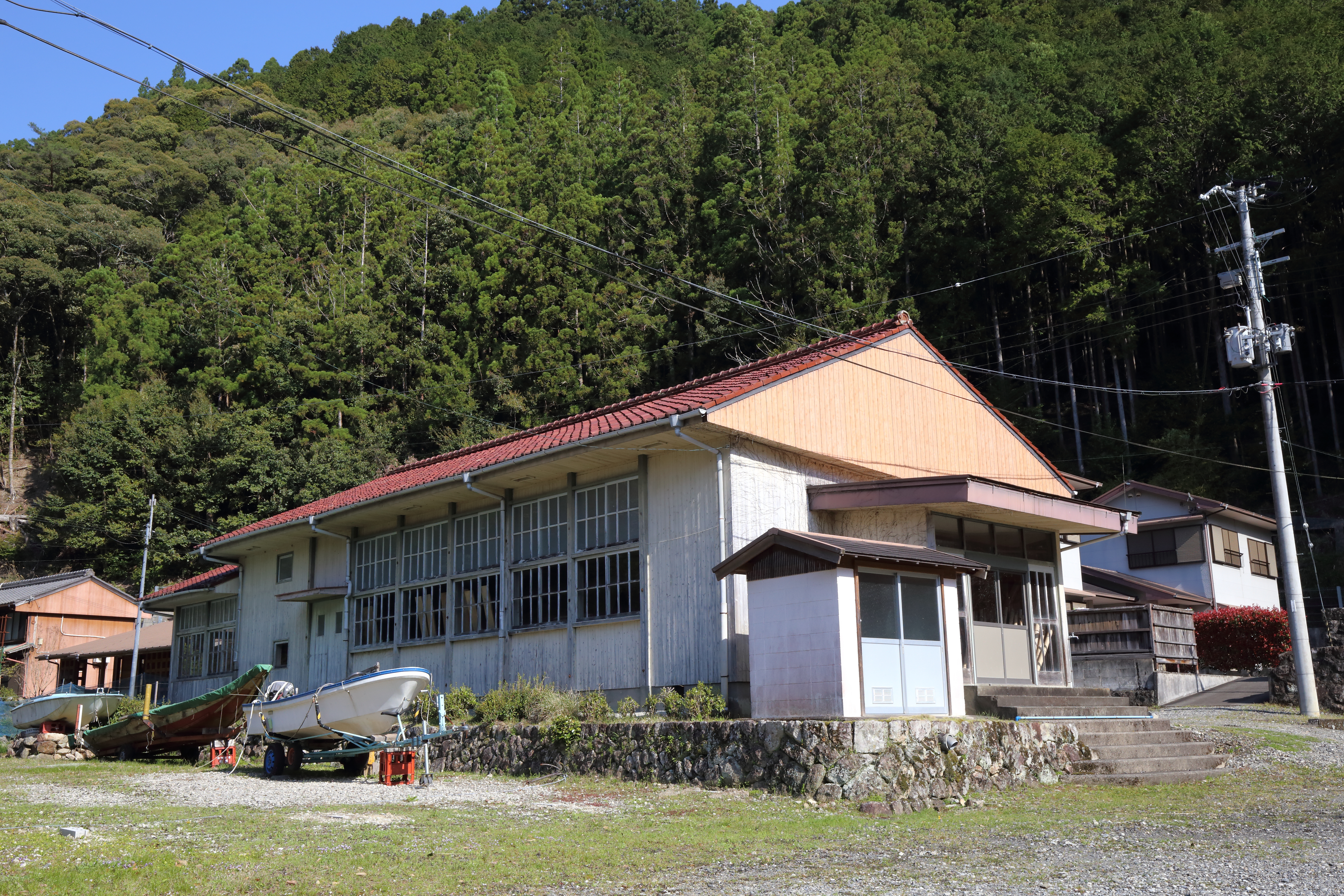
旧九重小学校

市立小・中学校に通う場合、学区は以下の通りとなる。
| 番・番地等 | 小学校             | 中学校             |
| ---------- | ------------------ | ------------------ |
| 全域       | 熊野市立入鹿小学校 | 熊野市立入鹿中学校 |

ただし学制発布以来、花井の子供は北山川対岸の熊野川町立九重小学校・熊野川町立熊野川中学校に通学していた。

## 歴史

### 近世まで
「花井」という地名は鎌倉時代には既に存在したとされる。近世以前は日足村（現・和歌山県新宮市熊野川町日足）に拠点を構えた日足氏の所領であった。
江戸時代には紀伊国牟婁郡川内組に属し、当初は紀州藩の配下であったが、元和5年（1619年）から新宮城主・水野氏の所領となった。また花井は三之村組・川内組・敷屋組の3組から成る花井荘に所属していた。なお江戸時代初頭の花井は九重村の枝郷とされ、独立した花井村となったのは寛文6年（1666年）のことである。当時の花井村は近代以降の花井とは範囲が異なり、九重村の南にある村という位置付けで、北山川を挟んで右岸・左岸の両方に広がる集落を「花井村」と呼んでいた。
花井村では慶長の頃に製紙技術が伝えられ、「花井紙」として地域の産業になった。村高は『新宮領分見聞記』によると九重村の分を含めて80石、『旧高旧領取調帳』によると33石であった。花井村には北山一揆の鎮圧の功で200石を得た僧侶の長訓の屋敷があった。慶応4年（1868年）、新宮藩領となり、同年の『紀勢和州御領分御高村名帳』による村高は65石であった。

#### 花井紙
江戸時代の花井村では和紙生産が盛んで、「花井紙」として知られていた。隣接する九重村でも生産され、同じく花井紙と呼ばれた。花井紙は関ヶ原の戦いで西軍方に付いて敗北した武将の姫が、貞流尼公という名の尼僧となって花井に住み、布教の傍ら紙漉きの方法を伝授し、生産方法が普及したと伝えられる。花井紙生産は江戸時代を通して花井の村人の生業ないしは副業として続き、永代保存用の証文、紙衣、蚊帳（紙帳）、布団、和傘などに利用された。特に花井紙の紙衣は『和漢三才図会』で奥州白石、駿州ノ阿部川、摂州大坂と並び最高品質であると評されたほどで、熊野市育生町尾川に伝わる大庄屋文書群の中に「花井紙の紙衣を3着送ってほしい」という江戸からの書状が含まれている。
1881年（明治14年）に東京・上野公園で開かれた第2回内国勧業博覧会に「十文字紙」として花井紙が出品されたという記録がある。この記録によれば、花井紙の原料は花井村で生産したコウゾの皮であった。しかし近代以降、洋紙・洋傘の普及により市場を失い、花井紙の生産は衰退し、第二次世界大戦前までには全戸が廃業した。

### 近代

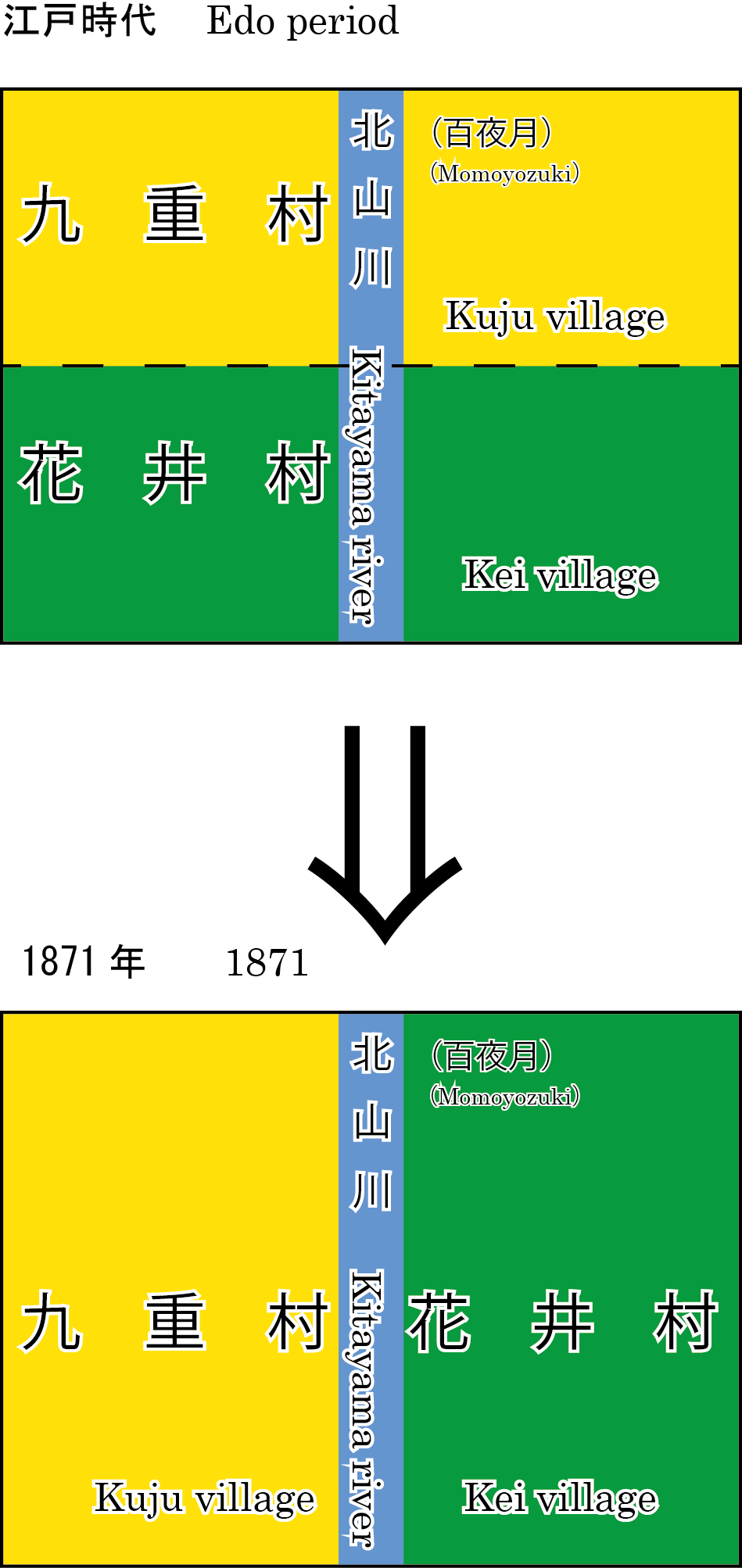
九重村（現：和歌山県新宮市熊野川町九重）と花井村（現：三重県熊野市紀和町花井）の村境変更の模式図

1871年（明治4年）7月、花井村は和歌山県の管轄となったが、同年11月に度会県へ移管し、1876年（明治9年）に度会県が三重県に編入されたことで同県の所属となった。これは、廃藩置県の際に北山川を境に右岸（西岸）を和歌山県、左岸（東岸）を度会県（三重県）にすると決定されたためであり、右岸は九重村、左岸は花井村となった。当時の村人は明治政府の意向に対し、従来通り両岸とも花井村とすることを望んだが、要望は聞き入れられず、左岸のみが花井村となった。このため、花井村だった西の峯が九重村に移った一方、九重村だった百夜月が花井村となった。また1879年（明治12年）に牟婁郡が南北に分かたれ、南牟婁郡花井村となり、1889年（明治22年）には周辺村と合併し、上川村の大字となった。
一方で花井の子供は北山川対岸（和歌山県側）の九重小学校（1876年〔明治9年〕開校）へ通学し、1908年（明治41年）には九重と花井が共同出資して校舎を新築し、「九重花井尋常小学校」に改称した。この頃の花井では、花井紙の生産は大幅に縮小し、農林業が生業となっていた。なお当時の田の面積は1町2反（≒11.9ha）、畑の面積は5町6反（≒55.5ha）であった。大正時代になると養蚕が盛んになった。
近代のうちに道路の整備はなされず、三重県内の他の集落から孤立していた花井の住民は各自船を所有して、対岸の九重に渡っていた。ただし棹と櫂を使って船を操るのは難しく、操船技術を持たない住民は操船の可能な住民と相乗りして川を渡っていた。相乗りのタイミングが合わず、九重で対岸の自宅を見つめながら半日待った経験を持つ住民もいたという。

### 現代

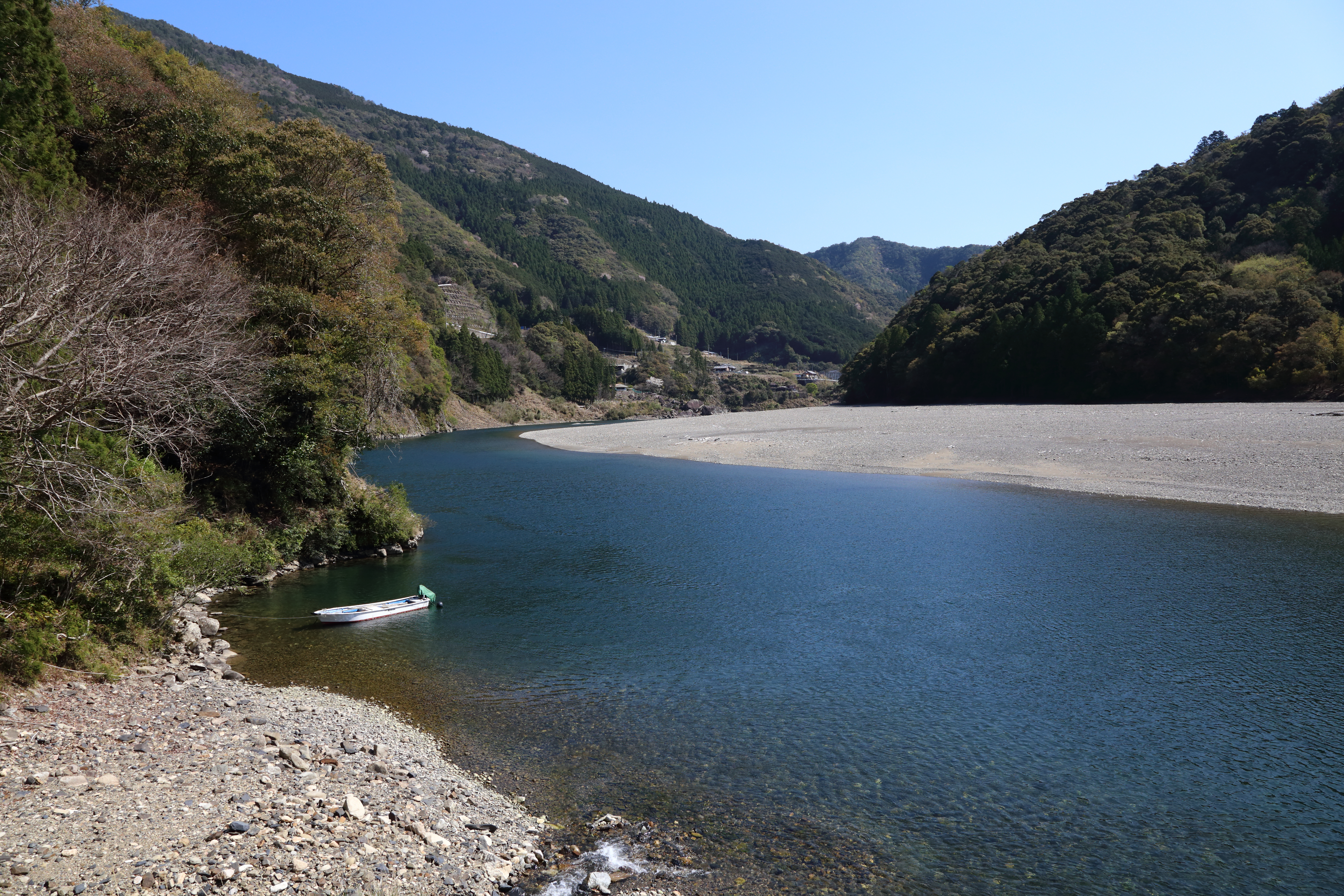
船着き場（熊野川町九重側）

戦後になると九重との間に渡船ができ、交通条件は多少改善された。とはいえ北山川が増水すると川を越えることができず、急病人や怪我人が出ても九重の診療所へ連れていくこともできない状況は変わらなかった。このため周辺地域の人々の間では「舟で渡らないと行けない所には嫁に行くな」と言われることもあった。1949年（昭和24年）には役場から紹介を受けた人々が百夜月に入植し、山を切り崩し田畑を開拓した。百夜月に渡船はなく、子供達は親が漕ぐ木造船で対岸の学校へ通学した。1964年（昭和39年）、百夜月に電気が通り、ラジオを付けるとちょうど東京オリンピックを中継していたという。
1980年（昭和55年）になっても花井には自動車が通れる道路が建設中という有様で、地域住民は和歌山県側から北山川の渡船を利用するしかなかった。この頃、地元の新聞が百夜月の住民が植えた1万株超に及ぶショウブやハスの美しさを紹介して、各地から観光客が訪れるようになった。百夜月への交通手段は船しかないため、ショウブなどを植えた住民自らが観光客を船で送迎した。
1984年（昭和59年）になってようやく林道が開通し、三重県内から花井へアクセスできるようになった。しかし百夜月まで道路が整備されることはなかった。この頃には、花井の人口は25人まで減少しており、最後まで残ったのは4世帯のみとなった。百夜月の方は1997年（平成9年）時点で2戸4人となっていた。最後まで残った4世帯の住民も最終的には花井を離れる選択をし、2人の男性を残して和歌山県新宮市や三重県御浜町・紀宝町へ転居した（挙家離村）。この4世帯は花井にある住宅や墓、ミカン畑を維持するために、盆や正月に帰省するという生活を送るようになった。2000年（平成12年）6月25日に実施された第42回衆議院議員総選挙兼参議院議員三重選挙区補欠選挙の際の花井の有権者は10人で、うち花井集落が5人、百夜月が5人であったと中日新聞が報じている。投票所は花井の区長宅で、縁側に候補者名を書く記載台と投票箱が置かれ、投票立会人4人は座敷から投票を見守った。投票者は7人（すなわち投票率は70%）で、うち3人は百夜月から船で投票に訪れた。
2006年（平成18年）、百夜月の最後の住民であった男性が病で倒れ、故郷に帰ることなく2011年（平成23年）に亡くなった。2011年（平成23年）7月には花井の最後の住民であった男性が亡くなり、事実上無人地区となった。同年9月3日には台風12号（紀伊半島豪雨災害）が襲来して北山川が氾濫し、花井の住宅が流され、跡にはがれきが残った。この時、住宅を復興すると朝日新聞の取材に答えたのは2世帯にとどまった。2020年（令和2年）7月23日、テレビ東京系列のテレビ番組『ナゼそこ?』で、百夜月とそこに暮らす男性が取り上げられた。

### 沿革
- 1889年（明治22年）4月1日 - 町村制施行により、南牟婁郡上川村大字花井となる。
- 1955年（昭和30年）3月1日 - 昭和の大合併により、南牟婁郡紀和町大字花井となる。
- 2005年（平成17年）11月1日 - 平成の大合併により、熊野市紀和町花井となる。

## 人口と世帯数

### 人口の変遷
1889年以降の人口の推移。
| 1889年（明治22年）   | 114人  | [ 6 ]  |  |
| 1945年（昭和20年）頃 | 約40人 | [ 7 ]  |  |
| 1980年（昭和55年）   | 25人   | [ 26 ] |  |

### 世帯数の変遷
1889年以降の世帯数の推移。
| 1889年（明治22年）   | 20戸   | [ 6 ]  |  |
| 1945年（昭和20年）頃 | 10世帯 | [ 7 ]  |  |
| 1980年（昭和55年）   | 11世帯 | [ 26 ] |  |

## 生活・文化

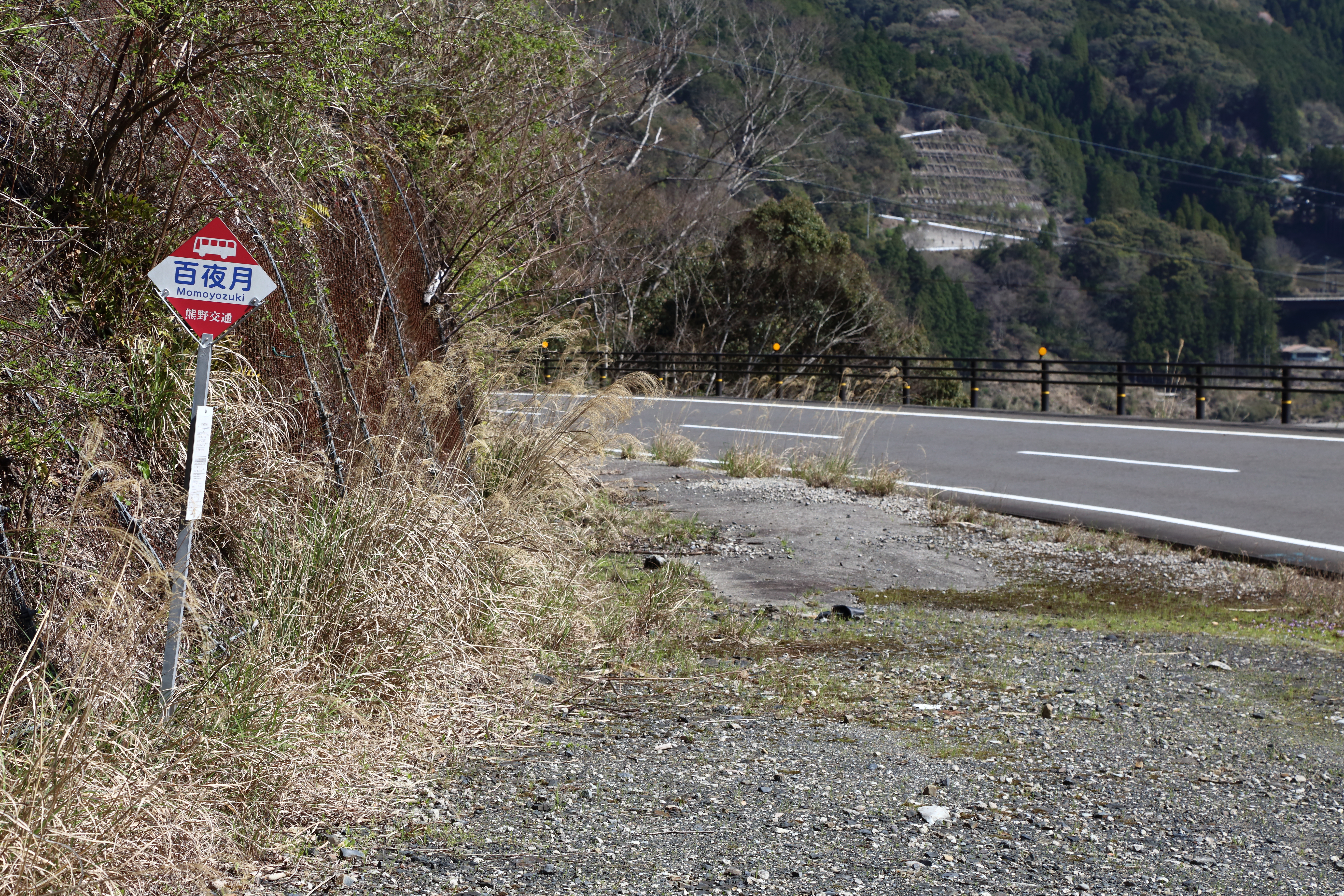
熊野御坊南海バス　百夜月バス停

花井に常住者はなく、元住民は新宮市や御浜町・紀宝町に生活拠点を置き、墓や元居宅、寺などを維持するために盆・正月に花井へ帰る。特に花井の最後の住民であった男性の弟は1か月の半分ほどを花井で寝泊まりして過ごしていたという。この男性は2011年（平成23年）の紀伊半島豪雨災害の時も花井におり、家ごと流されるも何とか生還するという経験をした。
また百夜月の最後の住民であった男性の息子が毎週百夜月に通い、庭の手入れなどを行っている。この男性は、築70年の自宅に住み、自宅裏から天然水をホースで引いて生活用水とし、近くの川で獲れる天然ウナギを取って食べる。男性の父は入院して以降も「集落に戻り花の手入れがしたい」と亡くなる直前まで語っていたことから、父のハスを絶やしたくないと毎週百夜月に通っている。百夜月の最寄りのバス停は熊野御坊南海バス（旧・熊野交通）「百夜月」であり、バス停から河原に至る階段を下ると船着き場がある。
電気は集落内に引かれている。市外局番は和歌山県新宮市などと同じ0735を使用している。郵便番号は647-1321で、新宮市の日足郵便局が集配を担当する。
北山川で水運が盛んであった頃には、筏師や団平船の乗員として生計を立てる住民が数人おり、中国の鴨緑江へ筏指導に行った者もいたという。

### 百夜月と地名伝説
百夜月には、次のような地名の由来にまつわる伝説がある。
| 「 | 昔、紅梅寺に美しい尼僧がおり、村の若い男性の間で憧れの存在となっていた。その中の1人が夜に川を渡り尼僧に会いに行こうとするも、月が明るくて船を出せなかった。若者は毎晩出航を試みるも月は明るく照らし出し、川を渡ることはできなかった。これを99夜繰り返した末、若者は母に事情を打ち明けた。母は「あの方は仏様を守る使命を持っているので、お前が好きになってはいけない。月は村人が悪さをしないように明るく照らしているから、お前が100日待っても無駄だよ。」と息子を諭した。この一件以来、村人はこの地を百夜月と呼ぶようになった。 | 」 |

この伝説には、更に次のような地名由来伝説が続く。
| 「 | 紅梅寺の尼僧は仏法を広めるべく、周囲の村に寺宝を配り、祀ってもらうことにした。紅梅寺対岸の村には九重の重箱を、下流の村には花瓶を、上流の村には竹の筒を配った。このため、重箱を贈られた村は九重（後の和歌山県新宮市熊野川町九重）、花瓶を贈られた村は花井（後の三重県熊野市紀和町花井）、筒を贈られた村は竹筒（後の奈良県吉野郡十津川村竹筒）という地名になった。 | 」 |

この伝説に登場する尼僧はその後、都から戦を避けて逃れてきた人や素性を明かさずに宿を求めた高僧を受け入れるなどし、次第に年を重ねて静かに息を引き取ったという。
2015年（平成27年）6月3日にはこの伝説を題材として、シンガーソングライターの小田純平の歌唱による楽曲「百夜月」（作詞：伊藤美和、作曲：小田純平）が発売された。
百夜月の地名の由来には上記の伝説のほか、南北朝時代にこの地に住んだ武将・百井安友の名が変化したという異説もある。また、花井についても、華森神社（稲荷社）で気比（けひ）神を祀っていたことに由来するという別の説がある。

### 交通
陸路で花井に達するには険しい峠越えを行い、林道を30分ほど自動車で走行しなければならない。また、百夜月へは未だに陸路で訪問することはできない。こうした交通不便のため住民がいなくなってしまった半面、逆に人々を魅了する要素にもなっている。公共交通としては熊野市による「山間部（紀和町）乗合タクシー」があり、予約制で市が指定した目的地に行くか、目的地から自宅に帰る場合に利用できる。
交通機関というよりは観光目的で就航しているものに、ウォータージェット船がある。熊野交通が「世界遺産 川の熊野古道ミニ体験クルーズ」と称して和歌山県新宮市熊野川町日足の志古乗船場と百夜月の間を往復する30 - 40分程度のクルージングを毎日1便提供している。このほか、「百夜月軌道等運搬施設」という名称の物資輸送用の軌道が敷設されている。

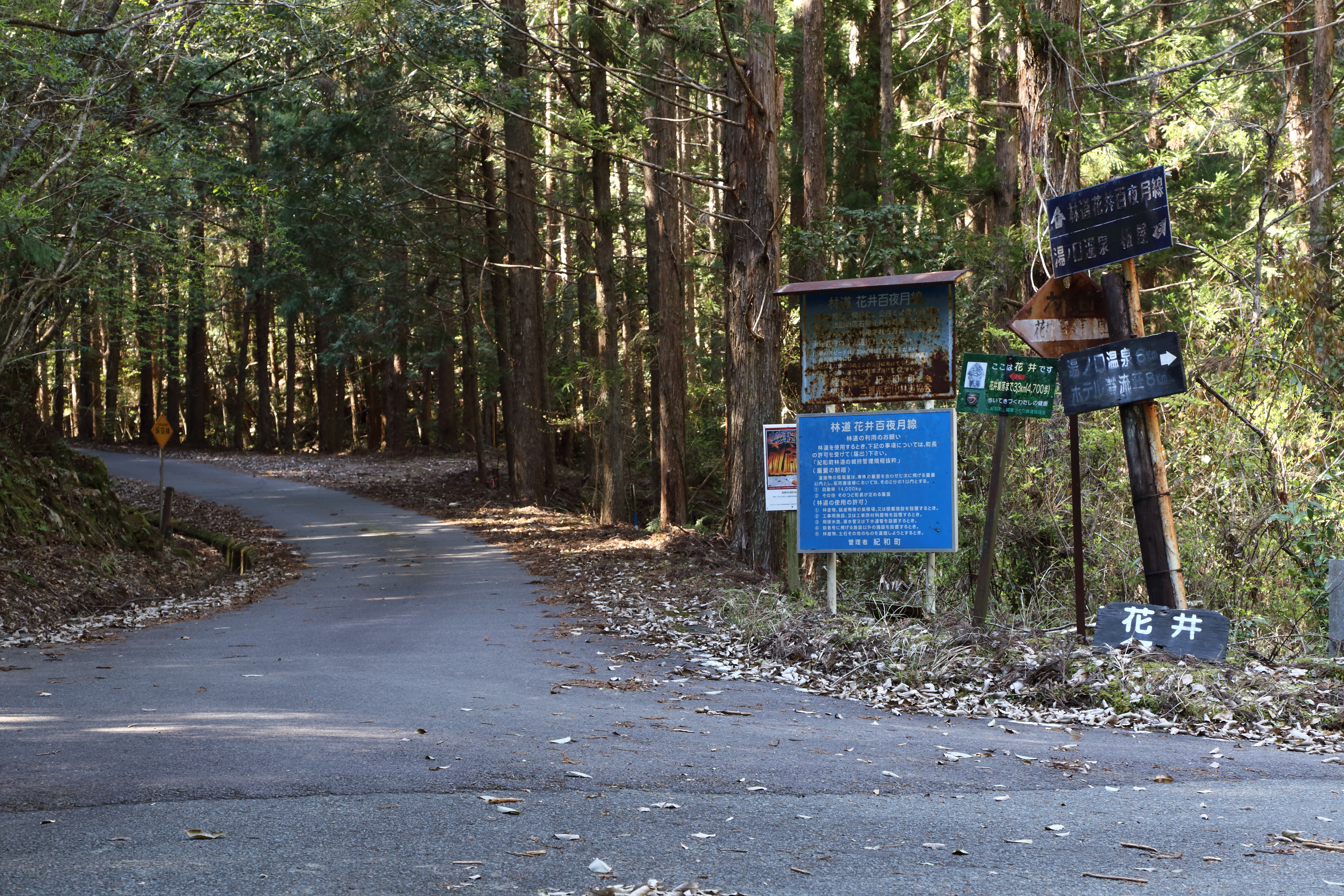
林道花井百夜月線
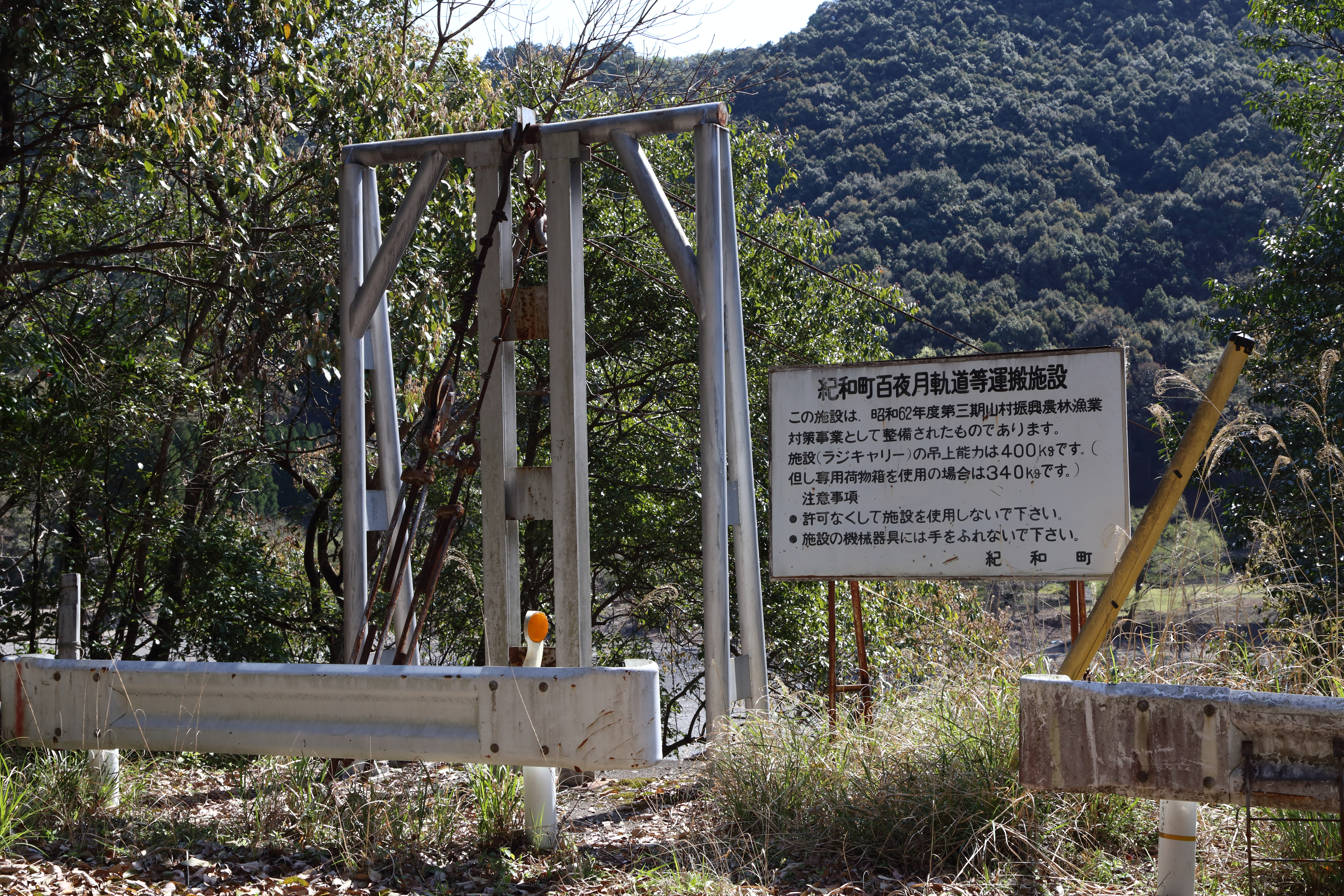
紀和町百夜月軌道等運搬施設（熊野川町九重側）

### 神社仏閣

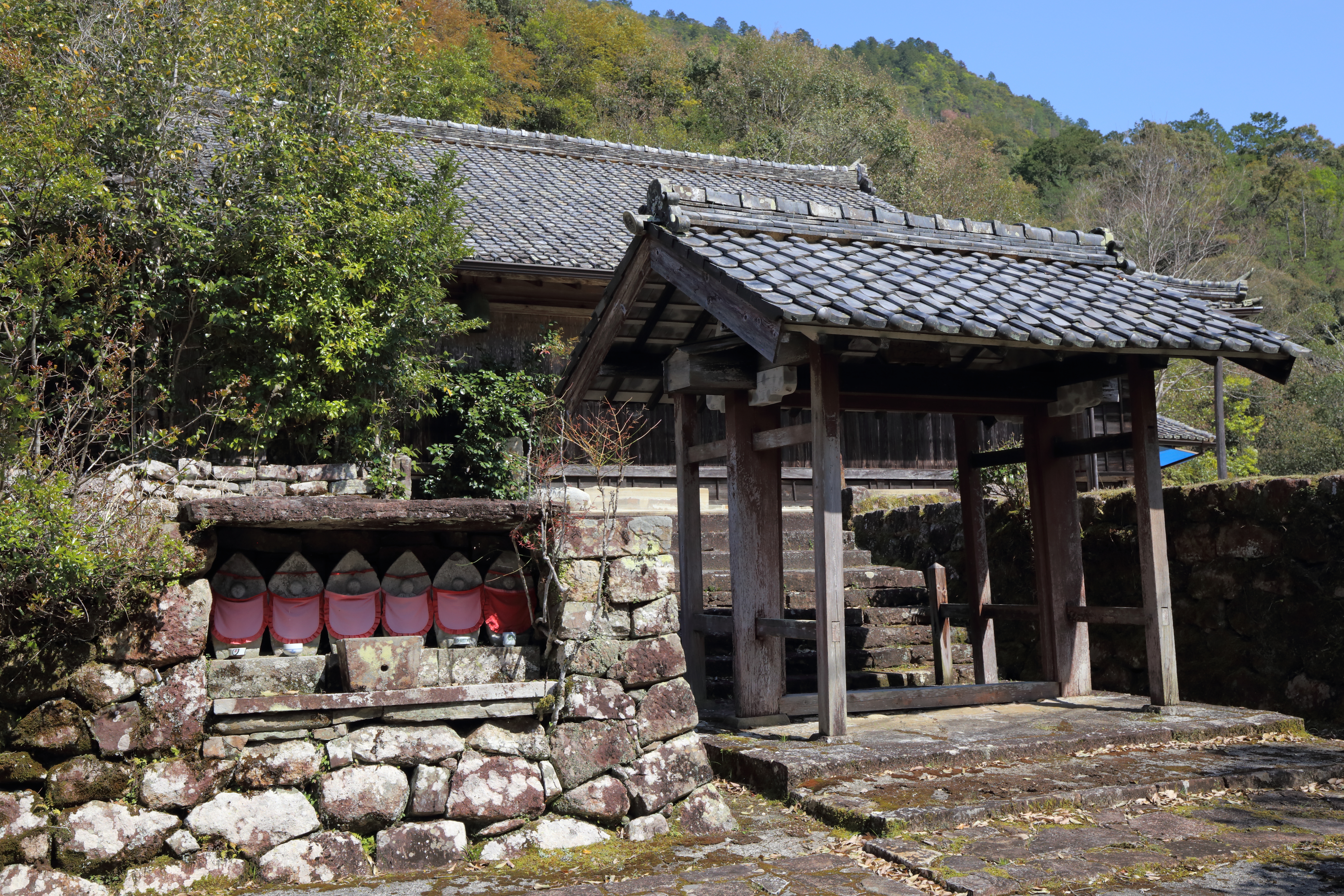
延命山吉祥寺

華森神社（稲荷社）
花井の地名の由来になったという説のある神社。祭神は稲荷大明神。1908年（明治41年）、上川神社に合祀された。これに伴い、華森神社の氏子であった九重在住の住民18戸が九重の厳島神社の氏子になった。
祇園様
弘化4年（1847年）に赤痢などが花井村で流行した際に津島神社から分霊して祀ったもの。この時「キュウリを栽培しない」という約束が結ばれたため、花井ではキュウリを栽培しなかったという。花井集落の裏手の山の絶壁に祀られ、花井から住民がいなくなって以降は参道もろとも放棄され、社殿は倒壊してしまった。花井に常住者がいた頃は旧暦の5月と11月に祭礼を行って赤飯を供え、餅まきも行っていた。
臨済宗延命山吉祥寺
新宮市にある成林寺の末寺。花井紙を伝えた尼の墓がある。明治初期に無住寺となる。花井から住民がいなくなって以降も元住民によって大切に維持・管理されている。
光月山紅梅寺
百夜月の地名の由来伝説の舞台となった寺院。慶長の頃に高辻大納言の娘が比丘尼となり、これに従って美濃国高須城主の娘2人も比丘尼となったと伝えられる。現存の寺院は伝説時代のものではなく再建されたものである。内部は3畳ほどで、小さな仏像を祀っている。付近には庚申さんの祠、宝篋印塔、墓石がある。

## 出身者
玉置 真吉（たまき しんきち、1885年 - 1970年）
「ダンス王」と呼ばれた人物。若い頃に文武館（現・奈良県立十津川高等学校）で中井亀治郎から剣道を学び、九重小学校を卒業し同校の教員となるが、幸徳事件（大逆事件）に際して大石誠之助と親交があったため退職、賀川豊彦の手伝いや文化学院事務長などを経て、ダンス教室を開設する。1946年（昭和21年）に出版した『社交ダンス必携』は37万部を売り上げるベストセラーとなり、社交ダンス・フォークダンスの指導者として日本全国を飛び回った。